# Lariscus insignis
Lariscus insignis es una especie de roedor de la familia Sciuridae.

## Distribución geográfica
Se encuentran en la península de Malaca, Borneo, Sumatra y Java (Indonesia, Brunéi, Malasia y sur de Tailandia).